# 리에나르-비헤르트 퍼텐셜
리에나르-비헤르트 퍼텐셜(Liénard–Wiechert potential)은 움직이는 대전된 입자가 만드는 뒤처진 전자기 퍼텐셜이다. 프랑스의 알프레드마리 리에나르(프랑스어: Alfred-Marie Liénard, 1869〜1958)가 1898년 에, 독일의 에밀 요한 비헤르트(독일어: Emil Johann Wiechert, 1861〜1928)가 1900년에 독립적으로 유도하였다.

## 정의
전하 {\displaystyle q}를 가진 입자가 시간 {\displaystyle t'}에 따라 경로 {\displaystyle \mathbf {y} (t')}를 만들며 움직인다고 하자. 이 점전하가 만든, 시각 {\displaystyle t}와 위치 {\displaystyle \mathbf {x} }에서의 전위 {\displaystyle \phi (t,\mathbf {x} )}와 벡터 퍼텐셜 {\displaystyle \mathbf {A} (t,\mathbf {x} )}는 뒤쳐진 시간 {\displaystyle t_{\text{ret}}}에서의 점입자의 위치 {\displaystyle \mathbf {y} _{\text{ret}}}와 속도 {\displaystyle {\dot {\mathbf {y} }}_{\text{ret}}}에 의해 결정되며, 주어진 시각 {\displaystyle t}와 위치 {\displaystyle \mathbf {x} }에 대해 뒤쳐진 시간 {\displaystyle t_{\text{ret}}}은 방정식 {\displaystyle t_{\text{ret}}=t-{\frac {|\mathbf {x} -\mathbf {y} (t_{\text{ret}})|}{c}}}를 풀어서 구할 수 있다. 로렌츠 게이지에서, 전위와 벡터 퍼텐셜은 다음과 같다.
{\displaystyle \phi (t,\mathbf {x} )={\frac {q}{4\pi \epsilon _{0}r(1-{\hat {\mathbf {r} }}\cdot {\dot {\mathbf {y} }}_{\text{ret}}/c)}}}
{\displaystyle \mathbf {A} (t,\mathbf {x} )={\frac {\mu _{0}q{\dot {\mathbf {y} }}_{\text{ret}}}{4\pi r(1-{\hat {\mathbf {r} }}\cdot {\dot {\mathbf {y} }}_{\text{ret}}/c)}}}.
여기서
{\displaystyle {\hat {\mathbf {r} }}=(\mathbf {x} -\mathbf {y} _{\text{ret}})/\Vert \mathbf {x} -\mathbf {y} _{\text{ret}}\Vert }
은 입자의 뒤처진 위치 {\displaystyle \mathbf {y} _{\text{ret}}}에서부터 퍼텐셜을 계산하려는 위치 {\displaystyle \mathbf {x} }를 가리키는 단위벡터이고,
{\displaystyle r=\Vert \mathbf {x} -\mathbf {y} _{\text{ret}}\Vert }
은 입자의 뒤처진 위치 {\displaystyle \mathbf {y} _{\text{ret}}}에서부터 퍼텐셜을 계산하려는 위치 {\displaystyle \mathbf {x} }까지의 거리다. {\displaystyle c}는 빛의 속도이고, {\displaystyle \epsilon _{0}}은 진공의 유전율이고, {\displaystyle \mu _{0}}은 진공의 투자율이다.
만약 입자가 (뒤처진 시각에) 움직이지 않았다면 ({\displaystyle {\dot {\mathbf {y} }}_{\text{ret}}=\mathbf {0} }) 입자의 퍼텐셜은 그냥 쿨롱 퍼텐셜이 된다.
{\displaystyle \phi (t,\mathbf {x} )={\frac {q}{4\pi \epsilon _{0}r}}}
{\displaystyle \mathbf {A} (t,\mathbf {x} )=\mathbf {0} }.

## 리에나르-비헤르트 장
리에나르-비헤르트 퍼텐셜로부터 계산한 전자기장을 리에나르-비헤르트 장(Liénard–Wiechert field)이라고 하며, 다음과 같다.
{\displaystyle \mathbf {E} ={\frac {q}{4\pi \epsilon _{0}(1-{\hat {\mathbf {r} }}\cdot {\dot {\mathbf {y} }}_{\text{ret}}/c)^{3}}}\left({\frac {(1-\Vert {\dot {\mathbf {y} }}_{\text{ret}}\Vert ^{2}/c^{2})({\hat {\mathbf {r} }}-{\dot {\mathbf {y} }}_{\text{ret}}/c)}{r^{2}}}+{\frac {({\ddot {\mathbf {y} }}_{\text{ret}}\times ({\hat {\mathbf {r} }}-{\dot {\mathbf {y} }}_{\text{ret}}/c))\times {\hat {\mathbf {r} }}}{rc}}\right)}
{\displaystyle \mathbf {B} ={\hat {\mathbf {r} }}\times \mathbf {E} /c}.
즉, 원거리장(far field)은 입자의 (뒤처진) 가속도 {\displaystyle {\ddot {\mathbf {y} }}_{\text{ret}}}에 비례한다. 리에나르-비헤르트 장의 포인팅 벡터를 계산하여 입자가 방사하는 에너지의 양을 계산하면 라모 공식을 얻는다.

## 같이 보기
- 맥스웰 방정식
- 고전 전자기학
- 상대론적 전자기학
- 특수 상대성이론
- 뤼드베리 공식
- 예피멘코 방정식
- 라모 공식

## 참고 문헌
- Griffiths, David J. (1999). 《Introduction to Electrodynamics》 (영어). Addison-Wesley. ISBN 978-0138053260.
- Jackson, J. D. (1962, 1975, 1998). 《Classical Electrodynamics》 (영어). New York: John Wiley & Sons. ISBN 978-0-471-30932-1. OCLC 535998. 2013년 8월 21일에 원본 문서에서 보존된 문서. 2012년 8월 17일에 확인함.